# 德米特里·拉普捷夫
德米特里·雅科夫列维奇·拉普捷夫（俄语：Дми́трий Я́ковлевич Ла́птев，1701年—1771年1月31日），俄罗斯北极探险家、海军中将。
德米特里·拉普捷夫出生在大卢基附近的一个村庄，比他的堂兄哈里顿晚出生一年，后来一同前往圣彼得堡接受教育。1735年，拉普捷夫以海军中尉身份参加由维他斯·白令带领的第二次堪察加探险。1736年，雅库茨克号船长瓦西里·普龙奇谢夫死后，白令任命拉普捷夫继任船长，从勒拿河向东航行，去绘制北冰洋的海岸。得到白令允许后，拉普捷夫回到圣彼得堡过冬。翌年作出了类似的失败尝试。
1739年，拉普捷夫率探险船前往阿纳德尔地区一带（今楚科奇自治区）绘制远东大陆的地图。他的探险队最初运气不佳，雅库茨克号很快就被冰困住了。同年冬，拉普捷夫及其属下成为第一批来到因迪吉尔卡河下游原住民地区生活的俄罗斯人。当地原住民给他们提供了重要的食物和援助，在春天来临的时候还将船移动到开阔水域。最终探险队顺利进行了地图绘制。
此次探险后他回到了黑海舰队，于1762年被提升为海军中将。同年退役。
德米特里·拉普捷夫海峡以他的名字命名。拉普捷夫海以他和哈里顿·拉普捷夫的名字命名。